# Leptoconops conulus
Leptoconops conulus är en tvåvingeart som beskrevs av Yu och Liu 1990. Leptoconops conulus ingår i släktet Leptoconops och familjen svidknott. Inga underarter finns listade i Catalogue of Life.